# Туброевичи
Туброевичи (серб. Тубројевићи) — населённый пункт (деревня) в общине Чайниче, который принадлежит энтитету Республике Сербской, Босния и Герцеговина. По результатам югославской переписи населения 1991 года в Туброевичах проживало 45 человек. Деревня Туброевичи расположена на границе с Черногорией

## Население
Всё население деревни Туброевичи составляют сербы.
| 1991                           | - | - | - | - | - | - |
| ------------------------------ | - | - | - | - | - | - |
| 45                             | - | - | - | - | - | - |
| Гистограмма динамики населения |   |   |   |   |   |   |

### Национальный состав населения
На 1991 год:
- сербы — 45 человек (100,00 %);
- хорваты — 0 человек (0,00 %);
- мусульмане — 0 человек (0,00 %);
- югославы — 0 человек (0,00 %);
- другие и неизвестно — 0 человек (0,00 %).